# Choral sur le nom de Fauré
Pour les articles homonymes, voir Choral (homonymie).
Choral sur le nom de Fauré, op. 73bis, est une œuvre pour piano de Charles Koechlin composée en 1922 dans le cadre de l'ouvrage collectif Hommage à Gabriel Fauré, commandé par La Revue musicale pour rendre hommage à Gabriel Fauré.

## Présentation
L'Hommage à Gabriel Fauré est une commande d'Henry Prunières, directeur de La Revue musicale, en vue de la parution d'un numéro spécial de la revue sous forme d'hommage musical in vivo au vieux maître, à l'image du Tombeau de Claude Debussy réalisé en 1920. Sept élèves de Gabriel Fauré au Conservatoire de Paris contribuent : Maurice Ravel, Georges Enesco, Louis Aubert, Florent Schmitt, Charles Koechlin, Paul Ladmirault et Jean Roger-Ducasse,.
La partition de Koechlin, Choral sur le nom de Fauré, est composée en 1922 et publiée en cinquième place de l'ouvrage collectif, en compagnie des autres œuvres en hommage, dans le supplément musical de La Revue musicale du 1er octobre 1922.
La pièce est créée par la pianiste Madeleine Grovlez le 13 décembre 1922 à Paris, salle du Conservatoire, lors du 88e concert de la Société musicale indépendante.

La page, non mesurée, Andante, calme et très expressif, est construite autour d'un motif bâti sur la transposition en notes du nom de Fauré : « F.A.U.R.E. » (fa.la.sol.ré.mi). 
Koechlin réalise en 1933 une orchestration pour orchestre à cordes (avec chœur optionnel) de sa partition, version donnée en première audition publique le 23 novembre 1933 salle de l'École normale (78, rue Cardinet), sous la direction de Fred Goldbeck.
Choral sur le nom de Fauré, d'une durée moyenne d'exécution de deux minutes environ, porte le numéro d'opus 73bis dans le catalogue des œuvres de Charles Koechlin.

## Discographie
- Margaret Fingerhut (en) (piano) : Hommage à Joseph Haydn, Hommage à Albert Roussel, Hommage à Gabriel Fauré, Chandos Records CHAN 8578, 1979.
- Hommages musicaux, Andrey Kasparov (en) (piano) et Oksana Lutsyshyn (en) (piano) : Tombeau de Claude Debussy, Hommage à Gabriel Fauré, Albany Records TR 0922, 2007.

### Monographies
- Aude Caillet, Charles Koechlin : L'Art de la liberté, Anglet, Séguier, coll. « Carré Musique », 2001, 214 p. (ISBN 2-84049-255-5).
- Robert Orledge, Charles Koechlin (1867-1950) His Life and Works, Harwood Academic Publishers, 1989, 457 p. (ISBN 3-7186-4898-9).

### Articles
- Jacques Chailley, « Anagrammes musicales et "langages communicables" », Revue de musicologie, vol. 67, no 1,‎ 1981, p. 69–79 (lire en ligne).